# Réseau métropolitain
Pour les articles homonymes, voir Man.
Cet article concerne le réseau informatique. Pour le moyen de transport, voir métro.

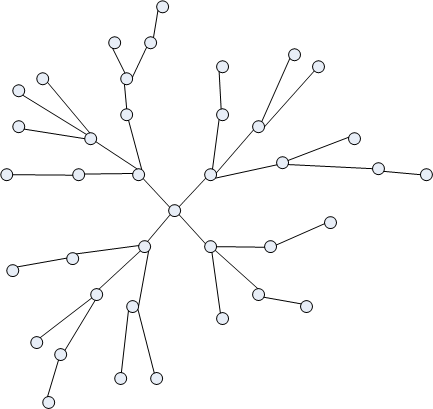
Un diagramme générique d'un réseau informatique "arborescent" ou "hiérarchique", avec une disposition radiale.

Un réseau métropolitain (en anglais Metropolitan Area Network, MAN) désigne un réseau composé d'ordinateurs habituellement utilisé dans les campus ou dans les villes. Le réseau utilise généralement des fibres optiques.

## Comment fonctionne le MAN?
Par exemple, une université ou un lycée peut avoir un MAN qui lie ensemble plusieurs réseaux locaux situés dans un espace d'1 km². Puis, à partir des MAN, on peut avoir plusieurs réseaux étendus (WAN) les liant à d'autres universités ou à Internet.
De la même manière qu'un WAN, un MAN peut être la « dorsale » d'un Intranet.
Certaines technologies utilisées, à l'origine dans ce but étaient l'ATM, le FDDI, et le SMDS. Ces anciennes technologies ont été progressivement remplacées par le Gigabit Ethernet, le 10 Gigabit Ethernet, le MPLS et des réseaux radio métropolitains (metrocells), utilisés dans de nombreux MAN.
La norme IEEE 802-2001 donne une définition de l'acronyme MAN dans la sous-section 1.2 de sa section "Scope".